# Partito Laburista Gallese
Il Partito Laburista Gallese, o Laburisti Gallesi (in inglese: Welsh Labour, in gallese: Llafur Cymru) costituiscono la parte del Partito Laburista del Regno Unito che opera nel Galles. È il maggiore partito, nonché quello di maggior successo, all'interno della politica del Galles. Con le sue organizzazioni precedenti, ha ottenuto la maggior parte dei voti in ogni elezione generale dal 1922, ogni elezione per il Parlamento gallese dal 1999, e ogni elezione europea dal 1979 al 2004, e nel 2014. I laburisti gallesi detengono 22 sui 40 seggi del Parlamento del Regno Unito assegnati al Galles, 30 su 60 seggi al Parlamento gallese, e sono molto presenti a livello dei consigli locali e nelle autorità locali.

## Storia
Il Partito Laburista del Galles ha 22 dei 40 seggi gallesi alla Camera dei Comuni, 30 dei 60 seggi dell'Assemblea Nazionale per il Galles (dove è il primo partito nella coalizione di governo con il Plaid Cymru).

## Struttura

### Leader
| Leader | Leader | Leader          | Inizio mandato    | Fine mandato     |
| ------ | ------ | --------------- | ----------------- | ---------------- |
| 1      |        | Ron Davies      | 19 settembre 1998 | 29 ottobre 1998  |
| 2      |        | Alun Michael    | 20 febbraio 1999  | 9 febbraio 2000  |
| 3      |        | Rhodri Morgan   | 9 febbraio 2000   | 1º dicembre 2009 |
| 4      |        | Carwyn Jones    | 1º dicembre 2009  | 6 dicembre 2018  |
| 5      |        | Mark Drakeford  | 7 dicembre 2018   | 16 marzo 2024    |
| 6      |        | Vaughan Gething | 16 marzo 2024     | 24 luglio 2024   |
| 7      |        | Eluned Morgan   | 24 luglio 2024    | in carica        |

### Vice leader
| Vice leader | Vice leader | Vice leader    | Inizio mandato | Fine mandato |
| ----------- | ----------- | -------------- | -------------- | ------------ |
| 1           |             | Carolyn Harris | 21 aprile 2018 | in carica    |

### Segretari generali
Il segretario generale del Partito Laburista Gallese dirige l'amministrazione del partito in Galles.
- Cliff Prothero (1947–1965)
- Emrys Jones (1965–1979)
- Hubert Morgan (1979–1984)
- Anita Gale (1984–1999)
- Jessica Morden (1999–2005)
- Chris Roberts (2005–2010)
- David Hagendyk (2010–2017)
- Louise Magee (2017–2022)
- Jo McIntyre (dal 2022)

## Risultati elettorali

### Elezioni al Parlamento europeo
| Anno | Percentuale | Seggi |
| ---- | ----------- | ----- |
| 1979 | 41,5%       | 3 / 4 |
| 1984 | 44,5%       | 3 / 4 |
| 1989 | 48,9%       | 4 / 4 |
| 1994 | 55,9%       | 5 / 5 |
| 1999 | 31,8%       | 2 / 5 |
| 2004 | 32,5%       | 2 / 4 |
| 2009 | 20,3%       | 1 / 4 |
| 2014 | 28,1%       | 1 / 4 |
| 2019 | 15,3%       | 1 / 4 |

### Elezioni al Parlamento del Regno Unito

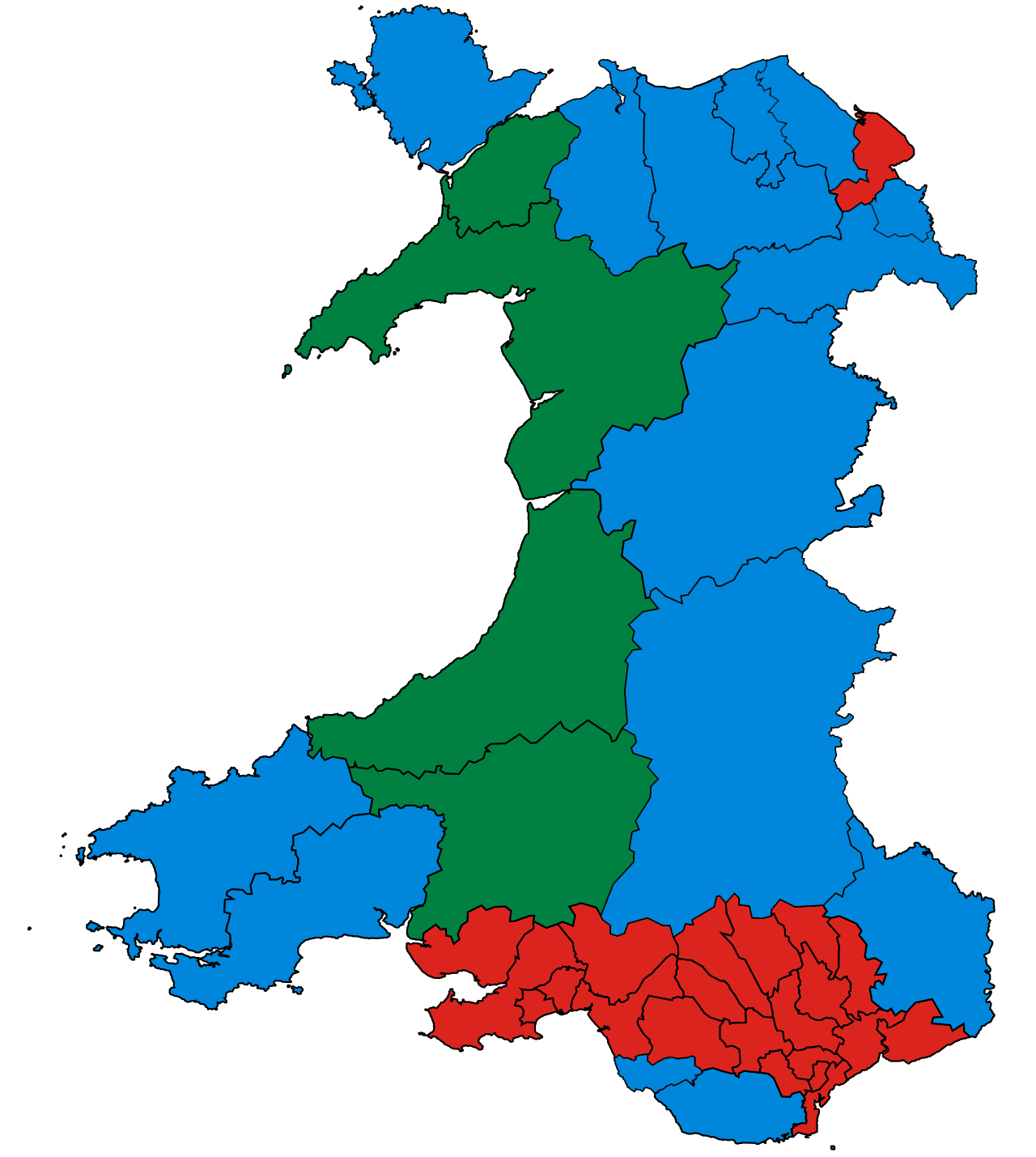
Risultati del conservatori gallesi alle elezioni generali del 2019

| Anno       | Percentuale di voti | Seggi   |
| ---------- | ------------------- | ------- |
| 1945       | 58,5%               | 25 / 35 |
| 1950       | 58,1%               | 27 / 36 |
| 1951       | 60,5%               | 27 / 36 |
| 1955       | 57,6%               | 27 / 36 |
| 1959       | 56,4%               | 27 / 36 |
| 1964       | 57,8%               | 28 / 36 |
| 1966       | 60,7%               | 32 / 36 |
| 1970       | 51,6%               | 27 / 36 |
| 1974 (Feb) | 46,8%               | 23 / 36 |
| 1974 (Ott) | 49,5%               | 23 / 36 |
| 1979       | 37,5%               | 20 / 36 |
| 1983       | 45,1%               | 24 / 38 |
| 1987       | 49,5%               | 27 / 38 |
| 1992       | 49,5%               | 27 / 38 |
| 1997       | 54,8%               | 34 / 40 |
| 2001       | 48,6%               | 34 / 40 |
| 2005       | 42,7%               | 29 / 40 |
| 2010       | 36,3%               | 26 / 40 |
| 2015       | 37,1%               | 25 / 40 |
| 2017       | 48,9%               | 29 / 40 |
| 2019       | 40,9%               | 22 / 40 |
| 2024       | 37,0%               | 27 / 32 |

### Elezioni al Parlamento gallese

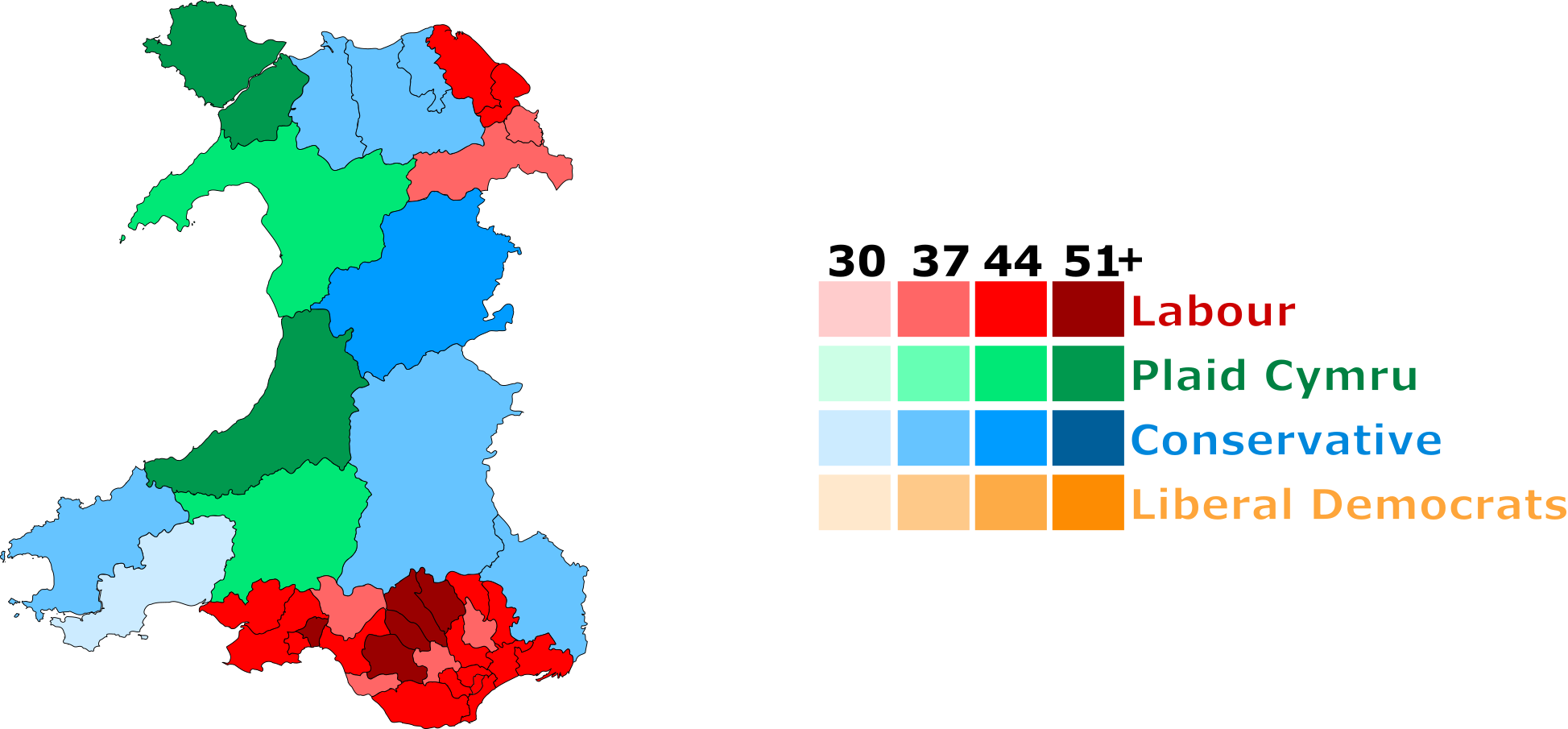
Risultati delle elezioni parlamentari gallesi del 2021

| Anno | Percentuale (collegi) | Percentuale (liste) | Seggi   | Posizione | Esito                        |
| ---- | --------------------- | ------------------- | ------- | --------- | ---------------------------- |
| 1999 | 37,6%                 | 35,5%               | 28 / 60 | Primo     | Governo di coalizione Lab-LD |
| 2003 | 40,0%                 | 36,6%               | 30 / 60 | Primo     | Governo                      |
| 2007 | 32,2%                 | 29,7%               | 26 / 60 | Primo     | Governo di coalizione Lab-PC |
| 2011 | 42,3%                 | 36,9%               | 30 / 60 | Primo     | Governo                      |
| 2016 | 34,7%                 | 31,5%               | 29 / 60 | Primo     | Governo di coalizione Lab-LD |
| 2021 | 39,9%                 | 36,2%               | 30 / 60 | Primo     | Governo di minoranza         |